# Pristimantis limoncochensis
Pristimantis limoncochensis es una especie de anfibio anuro de la familia Craugastoridae.

## Distribución geográfica
Esta especie se encuentra en Ecuador en las provincias de Napo, Sucumbíos y Orellana y en Colombia en los departamentos de Putumayo y Caquetá entre los 199 y 593 m sobre el nivel del mar. 
Su presencia es incierta en Perú y Brasil.

## Descripción
Los machos miden de 18 a 22 mm y las hembras de 27 a 30 mm.

## Publicación original
- Ortega-Andrade, Rojas-Soto, Valencia, Espinosa de los Monteros, Morrone, Ron & Cannatella, 2015: Insights from integrative systematics reveal cryptic diversity in Pristimantis frogs (Anura: Craugastoridae) from the Upper Amazon Basin. PLOS ONE, vol. 10, n.º 11, e0143392, p. 1–43[2]